# Micrathena patruelis
Micrathena patruelis là một loài nhện trong họ Araneidae.
Loài này thuộc chi Micrathena. Micrathena patruelis được Carl Ludwig Koch miêu tả năm 1839.